# Exetastes adpressorius

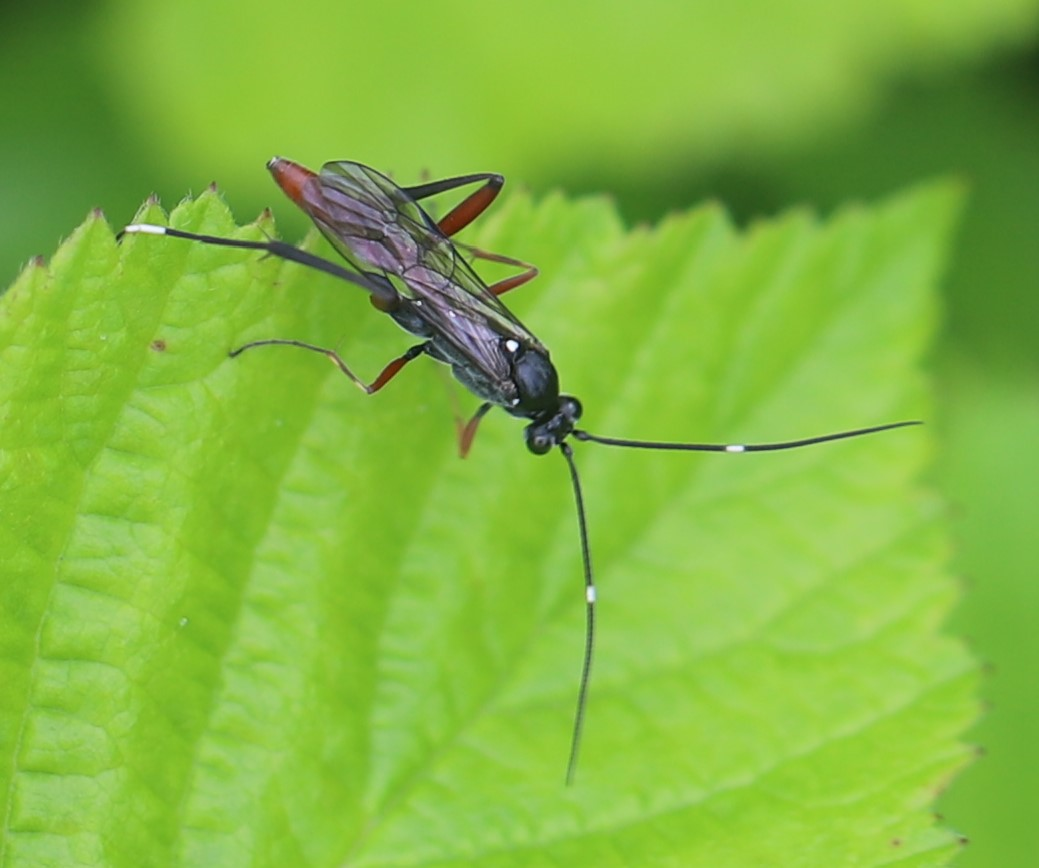
Exetastes adpressorius ♂

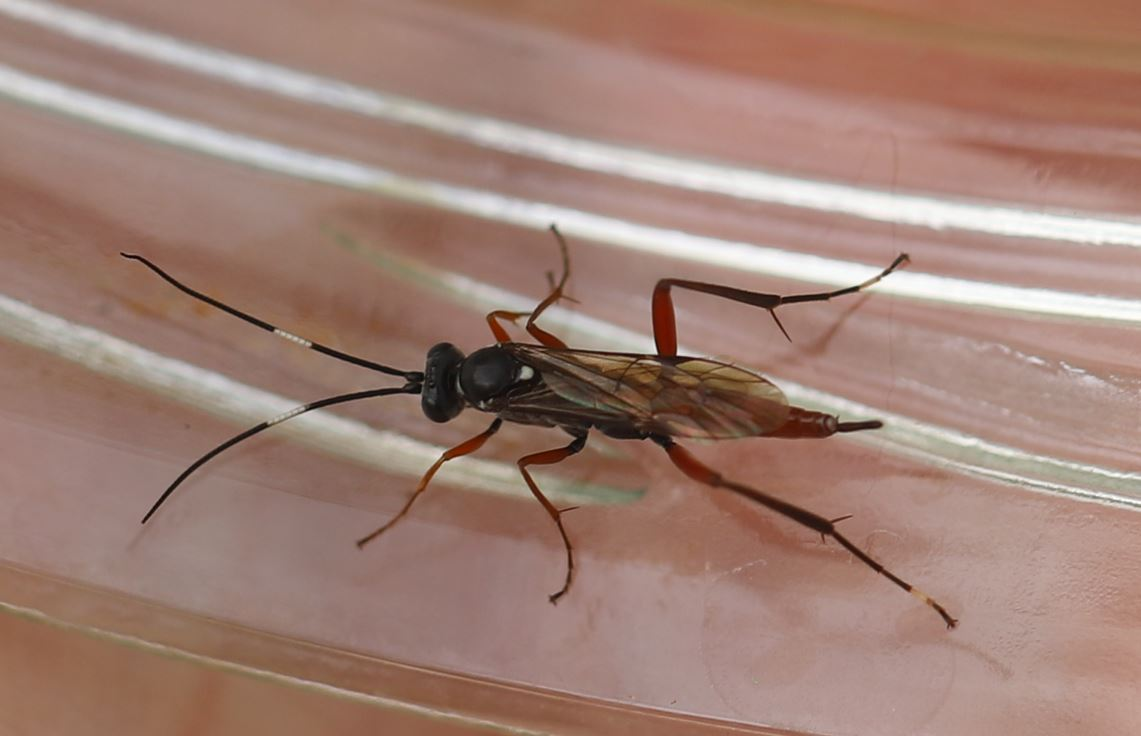
Exetastes adpressorius ♀

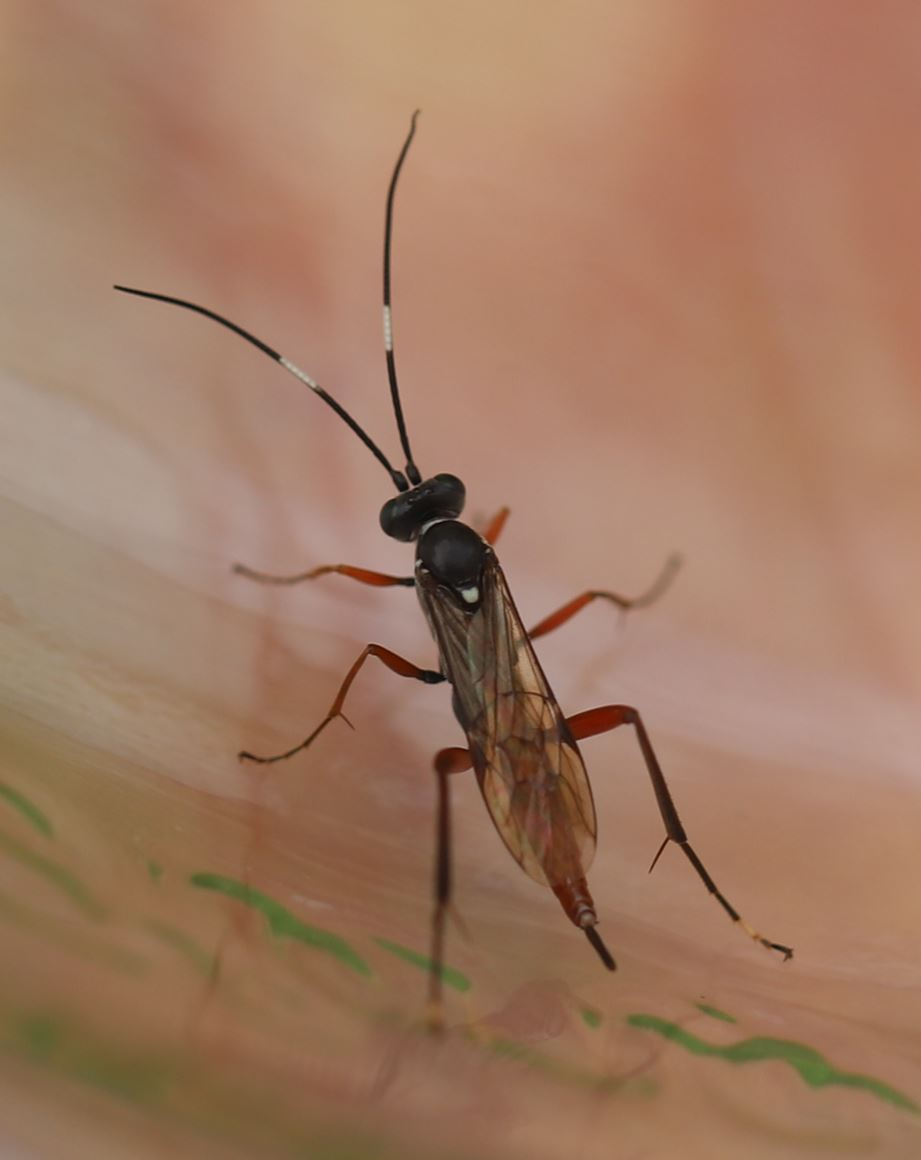
Exetastes adpressorius ♀

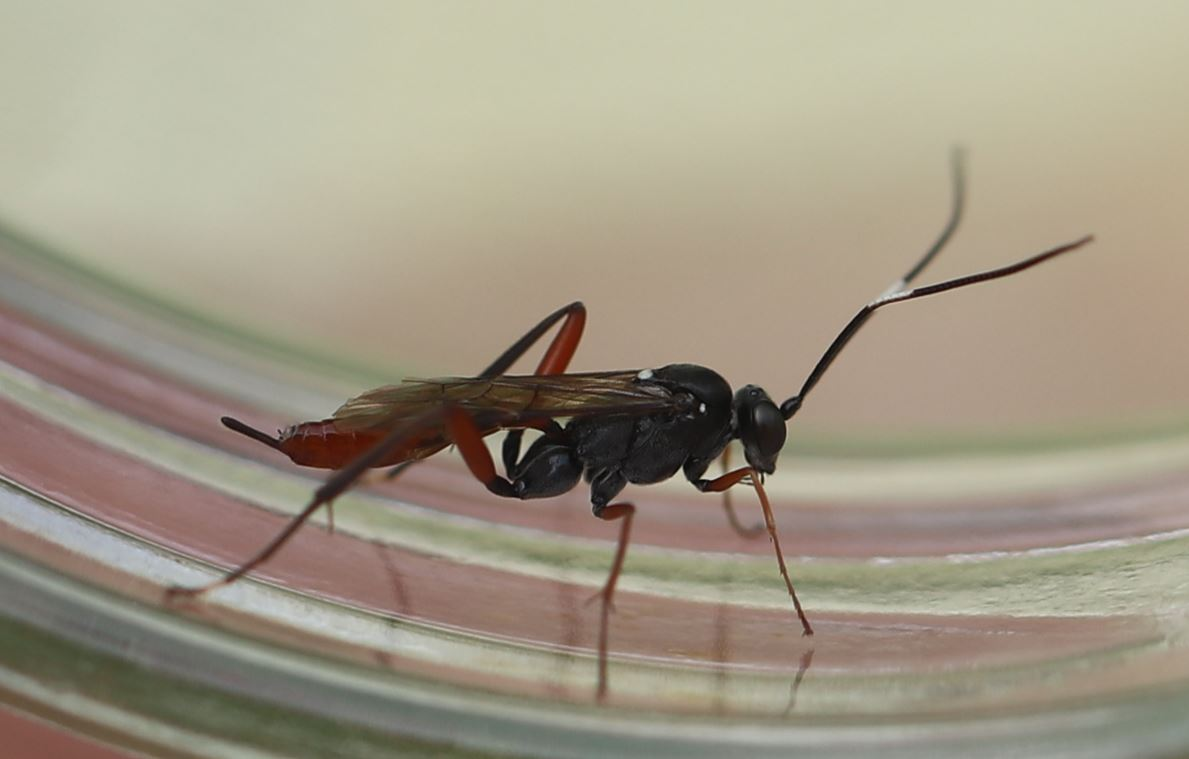
Exetastes adpressorius ♀ – Seitenansicht

Exetastes adpressorius ist eine Schlupfwespe aus der Unterfamilie der Banchinae. Die Art wurde von dem schwedischen Entomologen Carl Peter Thunberg im Jahr 1822 als Ichneumon adpressorius erstbeschrieben.

## Merkmale
Die Schlupfwespen erreichen eine Körperlänge von 6,5 bis 11 mm. Kopf und Thorax sind schwarz, der Gaster rot. Das Scutellum weist einen blassgelben Fleck auf. Die schwarzen Fühler weisen auf etwa halber Länge ein weißes Band auf. Dieses ist bei den Weibchen breiter als bei den Männchen. Am Hinterleibsende der Weibchen befindet sich ein kurzer Legebohrer (Ovipositor). Die Coxae und Trochanteren sind gewöhnlich schwarz. Die Femora und die vorderen und mittleren Tibien sind rot. Die hinteren Tibien sind schwarz. Das dritte und das vierte hintere Tarsenglied sind weiß gefärbt, ansonsten sind die Hintertarsen schwarz. Die Vorderflügel weisen eine charakteristische Flügeladerung mit einem schmalen dunklen Pterostigma sowie einem annähernd viereckigen Areolet auf.

## Verbreitung
Exetastes adpressorius ist in der gesamten Paläarktis verbreitet. Das Vorkommen reicht entsprechend von Europa und Nordafrika über Zentralasien bis in den nördlichen Fernen Osten Asiens. Im Iran wurde die Art 2013 erstmals gefunden.

## Lebensweise
Die Schlupfwespen beobachtet man von Juni bis Oktober. Exetastes adpressorius ist ein koinobionter Endoparasitoid verschiedener Schmetterlingsraupen. Folgende Wirtsarten werden genannt: der Wellenspanner (Hydria undulata) aus der Familie der Spanner (Geometridae), die Südliche Staubeule (Caradrina kadenii), die Hellbraune Staubeule (Hoplodrina ambigua), die Gelbbraune Staubeule (Hoplodrina octogenaria) und die Nierenfleck-Wickeneule (Lygephila pastinum) aus der Familie der Eulenfalter (Noctuidae) sowie der Pinien-Prozessionsspinner (Thaumetopoea pityocampa) aus der Familie der Zahnspinner (Notodontidae).